# Bonaventura Kloppenburg
Karl Josef Bonaventura Kloppenburg OFM (eigentlich Karl Josef Kloppenburg; * 2. November 1919 in Molbergen, Deutschland; † 8. Mai 2009 in Novo Hamburgo, Brasilien) war Bischof von Novo Hamburgo.

## Leben
Nach der Schulzeit in Rolante (Brasilien) besuchte er 1936/1937 das Priesterseminar in São Leopoldo und 1938/1939 das Priesterseminar in Santa Maria. Von 1940 bis 1942 studierte er Philosophie im Seminar von São Leopoldo und von 1943 bis 1947 Theologie im Franziskanerkloster in Petrópolis. Bonaventura Kloppenburg empfing am 21. Dezember 1946 in Bagé in Rio Grande do Sul die Priesterweihe. Anschließend studierte er Dogmatik an der Päpstlichen Universität Antonianum in Rom, wo er auch 1950 promoviert wurde.
Bonaventura Kloppenburg war Professor für Dogmatik an der Universidade Católica de Petrópolis (1951 bis 1971), der katholischen Universität in Porto Alegre (1972) und an der Franziskanerhochschule Antonianum in Rom (1973); von 1974 bis 1982 war er Rektor des Lateinamerikanischen Pastoralinstituts (IPLA) der CELAM in Medellín. Die Revista Eclesiástica Brasileira wurde von ihm zwischen 1951 und 1972 herausgegeben.
Er war von 1962 bis 1965 Peritus des Zweiten Vatikanischen Konzils. Im Zeitraum zwischen 1975 und 1990 war er für vier Perioden ernanntes Mitglied der Internationalen Theologenkommission, die unter Leitung Joseph Ratzingers stand. Bonaventura Kloppenburg war langjähriges Mitglied der römischen Kongregation für den Klerus, des Päpstlichen Rates für den Interreligiösen Dialog und des Päpstlichen Rat zur Förderung der Einheit der Christen. Auf den CELAM-Generalkonferenzen in Rio de Janeiro 1955, in Medellín 1968 und in Puebla 1979 war er als theologischer Berater tätig.
Am 22. Mai 1982 ernannte ihn Papst Johannes Paul II. zum Titularbischof von Vulturaria und zum Weihbischof im Erzbistum São Salvador da Bahia. Die Bischofsweihe spendete ihm der Erzbischof von São Salvador da Bahia, Avelar Kardinal Brandão Vilela, am 1. August desselben Jahres; Mitkonsekratoren waren Alfredo Vicente Kardinal Scherer, Erzbischof von Porto Alegre, und Alfonso López Trujillo, Erzbischof von Medellín. Als Bischofsmotto wählte er Sub Umbris Fideliter.
Am 8. August 1986 wurde er zum Bischof von Novo Hamburgo ernannt. Am 22. November 1995 nahm Papst Johannes Paul II. seinen altersbedingten Rücktritt an.
Er war Doktorvater von Leonardo Boff, brach aber mit Boff. Kloppenburg galt als Weggefährte Joseph Ratzingers (Benedikt XVI.).
1999 wurde er mit der Ehrendoktorwürde der Jesuiten-Universität Universidade do Vale do Rio dos Sinos (Unisinos), São Leopoldo, ausgezeichnet.

## Schriften (Auswahl)
- De alterius Arausicanae Synodi, 529, canone secundo. Diss., Pontificio Ateneo Antoniano, Rom 1951.
- De relatione inter peccatum et mortem. Herder, Rom 1951.
- O espiritismo no Brasil. Orientação para os católicos. Vozes, Petrópolis 1960.
- A Umbanda no Brasil. Orientação para os católicos. Vozes, Petrópolis 1961.
- Abstimmungen und letzte Änderungen der Konstitution. In: Guilherme Baraúna (Hrsg.): De ecclesia. Beiträge zur Konstitution „Über die Kirche“ des Zweiten Vatikanischen Konzils. Herder, Freiburg 1966, S. 106–139.
- O cristão secularizado. O humanismo do Vaticano II. Vozes, Petrópolis 1970.
- The Priest: Living Instrument and Minister of Christ, and Eternal Priest. Franciscan Press, Chicago 1974, ISBN 0-8199-0495-3.
- The Ecclesiology of Vatican. Franciscan Press, Chicago 1974, ISBN 0-8199-0771-5.
- Iglesia popular (= Colección Cuadernos de teología y pastoral para América Latina, Bd. 1). Paulinas, Bogotá 1977.
  - deutsche Ausgabe: Die neue Volkskirche. Pattloch, Aschaffenburg 1981, ISBN 3-557-89007-4.
- Salvación cristiana y progreso humano temporal. Paulinas, Bogotá 1978.
- A verdade libertadora. Presença, Rio de Janeiro 1987.
- A questão da reencarnação. Presença, Rio de Janeiro 1989.
- Agape, o amor dos cristão. Loyola, São Paulo 1998.
- Minha igreja. Vozes, Petrópolis 2000, ISBN 85-326-2323-9.